# Veľký Slavkov
Veľký Slavkov (deutsch Großschlagendorf, ungarisch Nagyszalók – auch Nagyszalok) ist eine Gemeinde in der Ostslowakei mit 1518 Einwohnern (Stand 31. Dezember 2024), die zum Okres Poprad, einem Teil des Prešovský kraj, gehört und in der Landschaft Zips liegt.

## Geographie

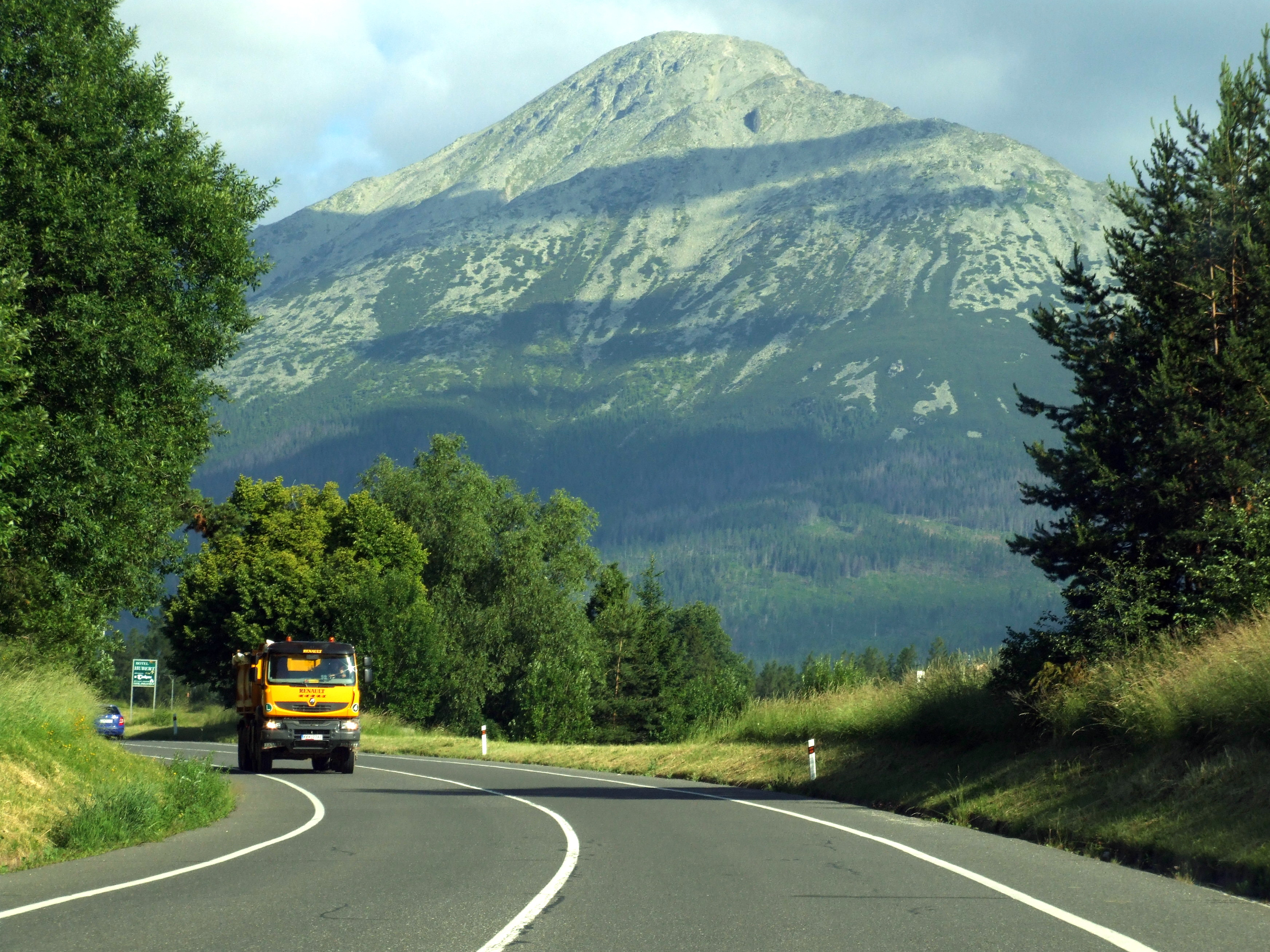
Berg Slavkovský štít

Die Gemeinde befindet sich im Talkessel Podtatranská kotlina, genauer in dessen Untereinheit Popradská kotlina in der Nähe der nördlich gelegenen Hohen Tatra. Durch den Ort fließt der Slavkovský potok im Einzugsgebiet des Poprad. Das Ortszentrum liegt auf einer Höhe von 677 m n.m. und ist sechs Kilometer von Poprad entfernt (Straßenentfernung).
Etwa vier Kilometer nordwestlich des Hauptorts steht die Siedlung Horný Slavkov.
Nachbargemeinden sind Mlynica im Norden und Nordosten, Poprad (Stadtteile Matejovce und Veľká) im Osten, Süden und Westen sowie Vysoké Tatry (Katastralgemeinde Starý Smokovec) und Nová Lesná im Nordwesten.

## Geschichte
Der Ort ist ein alter Siedlungsplatz, mit Überresten von Siedlungen aus der Jungsteinbronzezeit, Bronzezeit sowie der Hallstattzeit (Puchauer Kultur). Zwei Kilometer nordwestlich des heutigen Standortes  lag eine Erdfestung. Veľký Slavkov wurde 1251 in der Gründungsurkunde des Turzer Konvents unter dem Namen Zolok erwähnt und war eine deutsche Gründung sowie Mitglied des Bunds der 24 Zipser Städte. Bedingt durch die Teilung dieses Bunds wegen der Pfändung 13 der Zipser Städte an Polen im Jahr 1412 kam der Ort zum Bund der 11 Zipser Städte, der 1465 in die Abhängigkeit der Zipser Burg geriet.
Im 18. Jahrhundert beschäftigten sich die Einwohner mit dem Flachsanbau, der Schafzucht und arbeiteten in einer Brennerei. 1787 hatte die Ortschaft 69 Häuser und 563 Einwohner, 1828 zählte man 89 Häuser und 644 Einwohner. Im Jahr 1905 brannten über 100 Häuser und Nebengebäude des Ortes nieder.
Bis 1918 gehörte der Ort im Komitat Zips zum Königreich Ungarn und kam danach zur neu entstandenen Tschechoslowakei beziehungsweise heute Slowakei. 1947 kamen Teile des früheren Gemeindegebietes in der Hohen Tatra zur neu gegründeten Gemeinde Vysoké Tatry, nach dem Ort sind aber weiterhin geographische Objekte wie der Berg Slavkovský štít (2452 m n.m.) und das Tal Slavkovská dolina benannt.

## Bevölkerung
| Jahr                | 1994 | 2004    | 2014     | 2024  |
| ------------------- | ---- | ------- | -------- | ----- |
| Anzahl der Personen | 1071 | 1145    | 1320     | 1518  |
| Unterschied         |      | +6,90 % | +15,28 % | +15 % |

| Jahr                | 2023 | 2024    |
| ------------------- | ---- | ------- |
| Anzahl der Personen | 1524 | 1518    |
| Unterschied         |      | −0,39 % |

Gemäß der Volkszählung 2011 wohnten in Veľký Slavkov 1237 Einwohner, davon 1087 Slowaken, 71 Roma, 12 Tschechen, drei Russinen, zwei Ukrainer und ein Jude. Drei Einwohner gaben eine andere Ethnie an und 61 Einwohner machten keine Angabe zur Ethnie.
903 Einwohner bekannten sich zur römisch-katholischen Kirche, 58 Einwohner bekannten sich zur Evangelischen Kirche A. B., 33 Einwohner zur griechisch-katholischen Kirche, 12 Einwohner zur orthodoxen Kirche, drei Einwohner zur tschechoslowakischen hussitischen Kirche, zwei Einwohner zur evangelisch-methodistischen Kirche und ein Einwohner zur jüdischen Gemeinde. Vier Einwohner bekannten sich zu einer anderen Konfession, 145 Einwohner waren konfessionslos und bei 76 Einwohnern wurde die Konfession nicht ermittelt.

## Bauwerke und Denkmäler

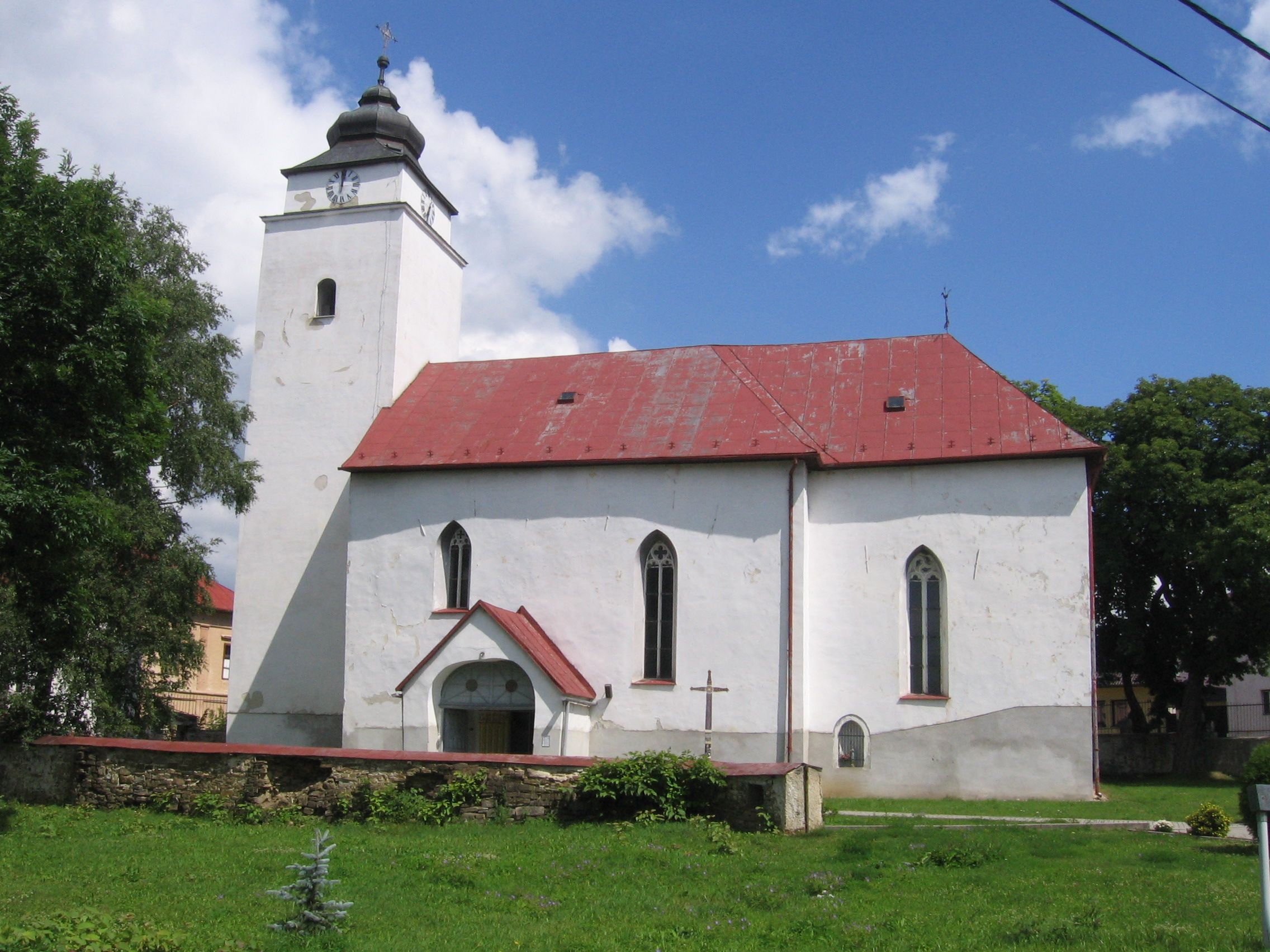
Römisch-katholische Kirche in Veľký Slavkov

- römisch-katholische Kirche im gotischen Stil aus dem 13. Jahrhundert, im 15. Jh. umgebaut und im 17. Jh. mit einem Turm versehen. Die Innenausstattung stammt überwiegend aus dem 18. Jahrhundert, die zwei früheren gotischen Seitenaltäre stehen heute im Ungarischen Nationalmuseum
- evangelische Toleranzkirche aus dem Jahr 1788

## Verkehr
Durch Veľký Slavkov verläuft die Cesta III. triedy 3080 („Straße 3. Ordnung“) von Poprad nach Nová Lesná, im Ort beginnt die Cesta III. triedy 3079 Richtung Mlynica. Horný Slavkov ist hingegen an die Cesta II. triedy 534 („Straße 2. Ordnung“) zwischen Poprad und Starý Smokovec angeschlossen. Der Ort besitzt eine Haltestelle an der Elektrischen Tatrabahn, Streckenteil Poprad-Tatry–Starý Smokovec. Nationale und internationale Bahnverbindungen sind im nahe gelegenen Bahnhof Poprad-Tatry verfügbar.

## Söhne und Töchter der Gemeinde
- Tibor Ehlers (1917–2001), Pädagoge und Instrumentenbauer
- Michael Guhr (1873–1933), Arzt und Betreiber des Dr.-Guhr-Sanatoriums im Tatraort Weszterheim
- János Hunfalvy (1820–1888), Geograph und Mitglied der Ungarischen Akademie der Wissenschaften
- Pál Hunfalvy (1810–1891), Sprachwissenschaftler